# Hits I Missed...And One I Didn't
Hits I Missed...And One I Didn't è un album in studio del cantante statunitense George Jones, pubblicato nel 2005.

## Tracce
1. Funny How Time Slips Away – 4:05 (Willie Nelson)
2. Detroit City – 2:55 (Danny Dill, Mel Tillis)
3. The Blues Man (con Dolly Parton) – 4:32 (Hank Williams Jr.)
4. Here in the Real World – 3:40 (Mark Irwin, Alan Jackson)
5. If You're Gonna Do Me Wrong (Do It Right) – 3:19 (Max D. Barnes, Vern Gosdin)
6. Today I Started Loving You Again – 2:37 (Merle Haggard, Bonnie Owens)
7. On the Other Hand – 3:05 (Paul Overstreet, Don Schlitz)
8. Pass Me By – 3:07 (H. B. Hall)
9. Skip a Rope – 2:54 (Jack Moran, Glenn Tubb)
10. Too Cold at Home – 3:40 (Bobby Harden)
11. Busted – 2:48 (Harlan Howard)
12. He Stopped Loving Her Today – 3:21 (Bobby Braddock, Curly Putman)